# SC Paderborn 07
Sport-Club Paderborn 07 e.V., thường được biết đến đơn giản là SC Paderborn 07 (phát âm [ʔɛs t͡seː paːdɐˈbɔʁn nʊl ziːbm̩]) hoặc SC Paderborn, là một câu lạc bộ bóng đá Đức có trụ sở ở Paderborn, Nordrhein-Westfalen. Câu lạc bộ đã có được những thành công lớn kể từ khi chuyển giao thiên niên kỷ, trở thành đội bóng thường xuyên thi đấu ở 2. Bundesliga trước khi cuối cùng được thăng hạng lên Bundesliga ở mùa giải 2013–14. Tuy nhiên, họ đã phải chịu đựng một sự sa sút không phanh khi phải xuống chơi ở 2. Bundesliga chỉ sau một mùa giải ở hạng đấu cao nhất, rồi lại xuống hạng 3. Liga mùa giải sau đó. Câu lạc bộ trở lại 2. Bundesliga, đạt vị trí thứ 2 ở mùa giải 2018–19 và được thăng hạng lên Bundesliga. Câu lạc bộ kết thúc ở vị trí thứ 18 ở mùa giải 2019–20 và trở lại 2. Bundesliga.

## Lịch sử

### Hợp nhất thành SC Paderborn
Trong phần lớn thế kỷ 20, Paderborn có hai câu lạc bộ bóng đá: TuS Schloss Neuhaus và FC Paderborn vẫn là đối thủ của nhau cho đến những năm 1980. Vào năm 1985, hai câu lạc bộ hợp nhất thành TuS Paderborn/Neuhaus. Năm 1997, câu lạc bộ thông qua tên gọi hiện tại của mình bằng cách lấy tên là SC Paderborn 07, được đặt theo năm thành lập của TuS Neuhaus là 1907.

### Khởi đầu ở bóng đá nghiệp dư (1985–2005)
Trong phần lớn những năm 1980, câu lạc bộ được hợp nhất gần đây đã thi đấu ở giải hạng ba Oberliga Westfalen, nơi họ được coi là một trong những đội bóng hàng đầu nhưng chưa bao giờ thăng hạng. Năm 1994, Paderborn vô địch giải đấu và qua đó lọt vào vòng play-off thăng hạng. Đội đã thua Eintracht Braunschweig và Fortuna Düsseldorf nhưng đã giành được vị trí ở giải hạng ba mới hình thành của hệ thống giải đấu bóng đá Đức, giải Regionalliga West/Südwest. Ngoại trừ một thời gian ngắn ở hạng tư, Paderborn đã đạt được thành công vừa phải khi thường xuyên tham dự DFB-Pokal.
Trong số các mùa giải mà họ tham dự DFB-Pokal, vào mùa giải 2004-05, câu lạc bộ đã lọt đến vòng 16 đội sau khi đánh bại MSV Duisburg và đội bóng thi đấu ở Bundesliga thời điểm đó là HSV. Sau đó sự việc nổi lên khi trận đấu gặp HSV đã bị ảnh hưởng do thao túng kết quả trận đấu; trọng tài Robert Hoyzer đã nhận hối lộ để cho Paderborn giành chiến thắng trận đấu. Sự cố này vẫn là vụ bê bối cá cược đáng chú ý nhất trong lịch sử bóng đá Đức.

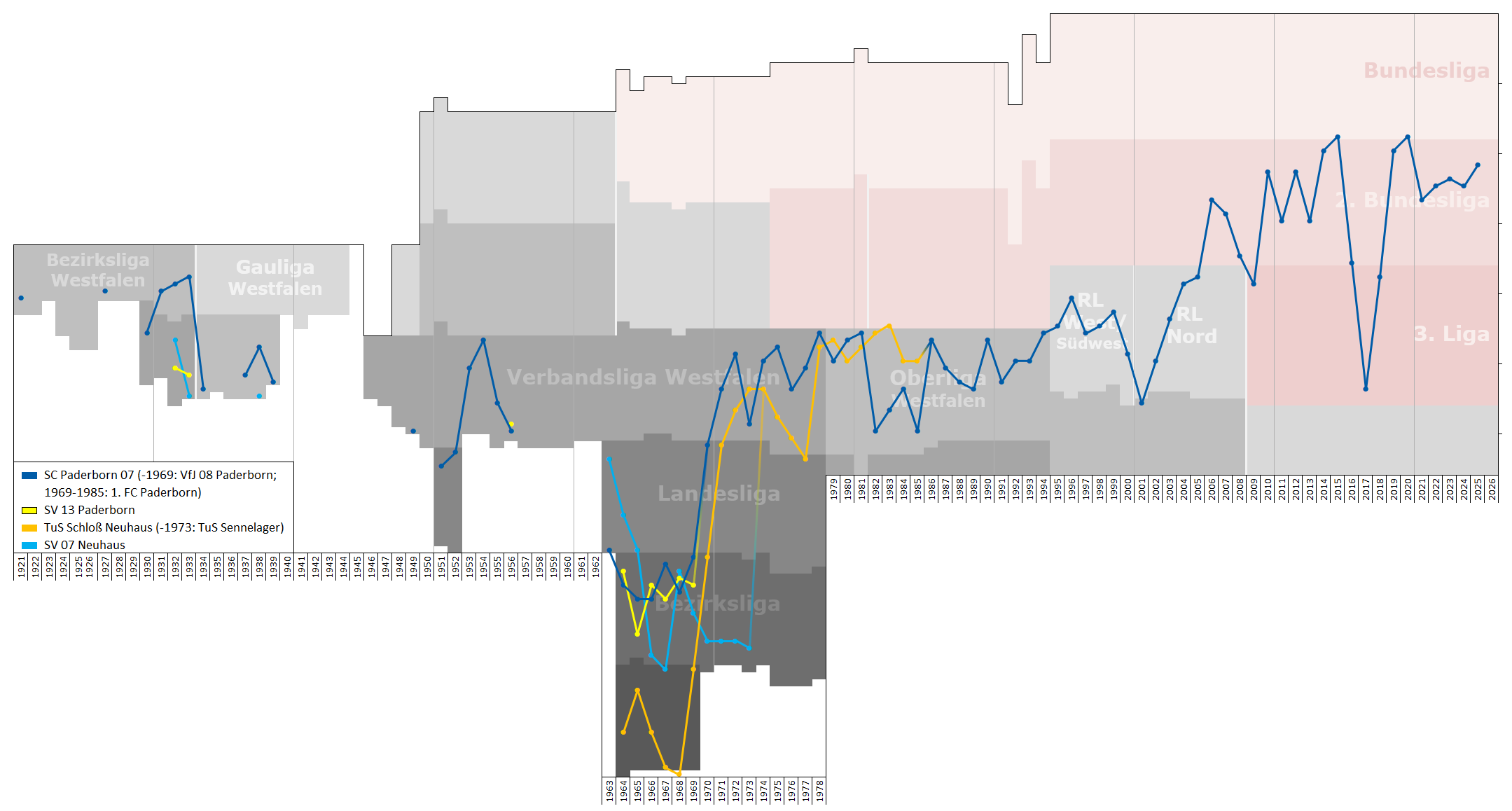
Biểu đồ lịch sử thành tích giải đấu của Paderborn

### Gây dựng tên tuổi ở 2. Bundesliga (2005–14)
Paderborn quay trở lại với 2. Bundesliga lần đầu tiên sau gần 30 năm vào cuối mùa giải 2004-05. Sự thăng tiến lên bóng đá chuyên nghiệp của đội đã kéo theo sự chuyên nghiệp hóa cấu trúc của câu lạc bộ và vào năm 2005, một sân vận động 15.000 chỗ ngồi mới được xây dựng, thay thế cho sân vận động Hermann Löns đã lỗi thời. Tất cả những điều này đã giúp gây dựng tên tuổi câu lạc bộ như một thành viên thường xuyên của nền bóng đá chuyên nghiệp của Đức. Quá trình này lên đến đỉnh điểm khi câu lạc bộ lần đầu tiên thăng hạng lên Bundesliga sau mùa giải 2013-14.

### Bundesliga và những năm đầy biến động (2014–nay)
Bước đột phá của Paderborn vào bóng đá hạng nhất chỉ diễn ra ngắn ngủi: sau nửa đầu mùa giải khá ổn, lối chơi của đội sa sút và dẫn đến việc phải xuống hạng trực tiếp vào năm 2015. Sau đó là sự xuống dốc không phanh khi câu lạc bộ tụt xuống vị trí thứ 18 ở 3. Liga vào năm 2017. Kết quả này lẽ ra phải đưa họ xuống chơi ở giải không chuyên Regionalliga West, nếu TSV 1860 München không thất bại trong việc sở hữu giấy phép cần thiết để tiếp tục thi đấu chuyên nghiệp. Vì vậy, München buộc phải chuyển xuống Regionalliga Bayern, điều này giúp Paderborn tránh được lần xuống hạng thứ ba liên tiếp. Sau mùa giải trụ hạng trong gang tất, câu lạc bộ bất ngờ về nhì ở mùa giải 2017-18 và trở lại 2. Bundesliga. Vào năm 2019, một bước ngoặt đáng chú ý, đội bóng mới thăng hạng tiếp tục về đích trong top hai, đưa Paderborn trở lại Bundesliga sau nhiều năm sóng gió. Tuy nhiên, vào mùa giải 2019–20 chứng kiến câu lạc bộ phải vật lộn trước sự cạnh tranh ở Bundesliga, dẫn đến việc họ phải xuống hạng hai vào tháng 6 năm 2020.

## Mùa giải gần đây
| Năm     | Hạng đấu                  | Cấp độ | Vị trí |
| ------- | ------------------------- | ------ | ------ |
| 1985–86 | Oberliga Westfalen        | III    | 2nd    |
| 1986–87 | Oberliga Westfalen        | III    | 6th    |
| 1987–88 | Oberliga Westfalen        | III    | 8th    |
| 1988–89 | Oberliga Westfalen        | III    | 9th    |
| 1989–90 | Oberliga Westfalen        | III    | 2nd    |
| 1990–91 | Oberliga Westfalen        | III    | 8th    |
| 1991–92 | Oberliga Westfalen        | III    | 5th    |
| 1992–93 | Oberliga Westfalen        | III    | 5th    |
| 1993–94 | Oberliga Westfalen        | III    | 1st    |
| 1994–95 | Regionalliga West/Südwest | III    | 9th    |
| 1995–96 | Regionalliga West/Südwest | III    | 5th    |
| 1996–97 | Regionalliga West/Südwest | III    | 10th   |
| 1997–98 | Regionalliga West/Südwest | III    | 9th    |
| 1998–99 | Regionalliga West/Südwest | III    | 7th    |
| 1999–00 | Regionalliga West/Südwest | III    | 13th ↓ |
| 2000–01 | Oberliga Westfalen        | IV     | 1st ↑  |
| 2001–02 | Regionalliga Nord         | III    | 14th   |
| 2002–03 | Regionalliga Nord         | III    | 8th    |
| 2003–04 | Regionalliga Nord         | III    | 3rd    |
| 2004–05 | Regionalliga Nord         | III    | 2nd ↑  |
| 2005–06 | 2. Bundesliga             | II     | 9th    |
| 2006–07 | 2. Bundesliga             | II     | 11th   |
| 2007–08 | 2. Bundesliga             | II     | 17th ↓ |
| 2008–09 | 3. Liga                   | III    | 3rd ↑  |
| 2009–10 | 2. Bundesliga             | II     | 5th    |
| 2010–11 | 2. Bundesliga             | II     | 12th   |
| 2011–12 | 2. Bundesliga             | II     | 5th    |
| 2012–13 | 2. Bundesliga             | II     | 12th   |
| 2013–14 | 2. Bundesliga             | II     | 2nd ↑  |
| 2014–15 | Bundesliga                | I      | 18th ↓ |
| 2015–16 | 2. Bundesliga             | II     | 18th ↓ |
| 2016–17 | 3. Liga                   | III    | 18th   |
| 2017–18 | 3. Liga                   | III    | 2nd ↑  |
| 2018–19 | 2. Bundesliga             | II     | 2nd ↑  |
| 2019–20 | Bundesliga                | I      | 18th ↓ |
| 2020–21 | 2. Bundesliga             | II     | 9th    |
| 2021–22 | 2. Bundesliga             | II     | 7th    |
| 2022–23 | 2. Bundesliga             |        |        |

## Các cầu thủ

### Đội hình hiện tại
Tính đến ngày 3 tháng 2 năm 2023
Ghi chú: Quốc kỳ chỉ đội tuyển quốc gia được xác định rõ trong điều lệ tư cách FIFA. Các cầu thủ có thể giữ hơn một quốc tịch ngoài FIFA.
| Số | VT | Quốc gia | Cầu thủ                                   |
| -- | -- | -------- | ----------------------------------------- |
| 1  | TM | Đức      | Moritz Schulze                            |
| 2  | HV | Đức      | Uwe Hünemeier                             |
| 3  | HV | Anh      | Bashir Humphreys (cho mượn từ Chelsea)    |
| 4  | HV | Thụy Sĩ  | Jasper van der Werff                      |
| 6  | TV | Đức      | Marco Schuster                            |
| 7  | TĐ | Đức      | Richmond Tachie                           |
| 8  | TV | Đức      | Ron Schallenberg (đội trưởng)             |
| 9  | TĐ | Đức      | Marvin Pieringer (cho mượn từ Schalke 04) |
| 10 | TV | Đức      | Julian Justvan                            |
| 11 | TĐ | Đức      | Sirlord Conteh                            |
| 13 | TV | Đức      | Robert Leipertz                           |
| 15 | HV | Đức      | Tobias Müller                             |
| 16 | TM | Hà Lan   | Pelle Boevink                             |

| Số | VT | Quốc gia | Cầu thủ                                    |
| -- | -- | -------- | ------------------------------------------ |
| 17 | TM | Đức      | Leopold Zingerle                           |
| 18 | TĐ | Đức      | Dennis Srbeny                              |
| 21 | TM | Đức      | Jannik Huth                                |
| 23 | HV | Đức      | Raphael Obermair                           |
| 24 | HV | Đức      | Jannis Heuer                               |
| 26 | TV | Đức      | Sebastian Klaas                            |
| 27 | TV | Đức      | Kai Klefisch                               |
| 28 | HV | Đức      | Jonas Carls                                |
| 30 | TV | Kosovo   | Florent Muslija                            |
| 31 | HV | Đức      | Maximilian Rohr (cho mượn từ Hamburger SV) |
| 33 | HV | Đức      | Marcel Hoffmeier                           |
| 36 | TĐ | Đức      | Felix Platte                               |
| 40 | TV | Đức      | Niclas Nadj                                |

### Cho mượn
Ghi chú: Quốc kỳ chỉ đội tuyển quốc gia được xác định rõ trong điều lệ tư cách FIFA. Các cầu thủ có thể giữ hơn một quốc tịch ngoài FIFA.
| Số | VT | Quốc gia | Cầu thủ                                                              |
| -- | -- | -------- | -------------------------------------------------------------------- |
| —  | HV | Đức      | Robin Bormuth (tại Kaiserslautern đến ngày 30 tháng 6 năm 2023)      |
| —  | HV | Đức      | Johannes Dörfler (tại Waldhof Mannheim đến ngày 30 tháng 6 năm 2023) |
| —  | HV | Đức      | Justus Henke (tại Wuppertaler SV đến ngày 30 tháng 6 năm 2023)       |

| Số | VT | Quốc gia | Cầu thủ                                                        |
| -- | -- | -------- | -------------------------------------------------------------- |
| —  | HV | Đức      | Jesse Tugbenyo (tại SC Verl đến ngày 30 tháng 6 năm 2023)      |
| —  | TV | Đức      | Marcel Mehlem (tại SV Sandhausen đến ngày 30 tháng 6 năm 2023) |

## Các huấn luyện viên
- Günther Rybarczyk (1993–2001)
- Uwe Erkenbrecher (2001–2003)
- Pavel Dochev (2003–2005)
- Jos Luhukay (2005–2006)
- Holger Fach (2007–2008)
- Pavel Dochev (2008–2009)
- André Schubert (2009–2011)
- Roger Schmidt (2011–2012)
- Stephan Schmidt (2012–2013)
- André Breitenreiter (2013–2015)
- Stefan Effenberg (2015–2016)
- René Müller (2016)
- Florian Fulland (2016) (tạm quyền)
- Stefan Emmerling (2016–2017)
- Steffen Baumgart (2017–2021)
- Lukas Kwasniok (2021–)